# رباط سرشانه‌ای‌ترقوه‌ای
رباط سرشانه‌ای‌ترقوه‌ای (به انگلیسی: Acromioclavicular) بخشی از مفصل سرشانه‌ای‌ترقوه‌ای است که به دو بخش بالایی (superior) و پایینی (inferior) تقسیم می‌شود.

## رباط سرشانه‌ای‌ترقوه‌ای بالایی
این رباط یک باند چهار ضلعی است که بخش فوقانی / بالایی مفصل را می‌پوشاند و میان بخش بالایی انتهای جانبی ترقوه و بخش مجاور سطح فوقانی زائده سرشانه‌ای (آکرومیون) امتداد می‌یابد.
این رشته از الیاف موازی تشکیل شده است که با آپونوروزهای ماهیچه ذوزنقه‌ای و عضله دلتوئید در هم آمیخته می‌شود. در زیر، در صورت وجود با دیسک مفصلی در تماس است.
این رباط ثبات افقی مفصل سرشانه‌ای‌ترقوه‌ای را فراهم می‌کند.

## رباط سرشانه‌ای‌ترقوه‌ای زیرین
این رباط تا حدی نازک‌تر از بند پیشین است و بخش زیرین مفصل را می‌پوشاند و به سطوح مجاور دو استخوان متصل می‌شود.
در بالا، در موارد نادر با دیسک مفصلی رابطه دارد؛ همچنین در زیر، با تاندون ماهیچه بالاخاری در تماس است.